# Horisme leucotmeta
Horisme leucotmeta är en fjärilsart som beskrevs av Louis Beethoven Prout 1923. Horisme leucotmeta ingår i släktet Horisme och familjen mätare. Inga underarter finns listade i Catalogue of Life.